# Lichnowy (powiat chojnicki)
Lichnowy – wieś w Polsce położona w województwie pomorskim, w powiecie chojnickim, w gminie Chojnice.
W latach 1975−1998 miejscowość należała administracyjnie do województwa bydgoskiego. Dawniej Lichnowy leżały na terenie Kosznajderii.
Połączenie z centrum Chojnic umożliwiają autobusy komunikacji miejskiej (linia nr 6).  
W Lichnowach działa klub sportowy „Wicher Lichnowy”, koło gospodyń wiejskich, stowarzyszenie „Lichnowy 2003”.

## Historia
Pierwsza wzmianka o Lichnowach pochodzi z 24 sierpnia 1338 roku. Dokument lokacyjny dla wsi wystawił 4 marca 1363 komtur tucholski Zygfryd von Gerlachsheim za zgodą wielkiego mistrza Winrycha von Kniprode. Miejscowość była lokowana na prawie chełmińskim. W XV wieku miejscowość zasiedlali kosznajdrzy. W 1405 komtur tucholski nadaje wiatrak w Lichnowach Mikołajowi Brunckowowi. Po wojnie trzynastoletniej Lichnowy stają się wsią królewską. 
Za czasów krzyżackich działała w miejscowości parafia. Lichnowy były siedzibą parafii obejmującej wieś kościelną i Granowo. W inwentarzu starostwa tucholskiego z 1632 roku komisarze dokonujący spisu stwierdzili, że w Lichnowach znajduje się drewniany kościół pokryty dranicami, pilnie potrzebujący naprawy. Bardziej szczegółowy opis lichnowskiej świątyni zamieścił ks. Trebnic w protokole z wizytacji parafii w roku 1652/1653. Była to budowla konstrukcji ryglowej, pokryta dachówką. Znajdowały się w niej dwa ołtarze, w głównym zamieszczony był obraz patronki kościoła – św. Jadwigi. Ponadto kościół wyposażony był w ambonę, konfesjonał, ławy i krzyż. Wokół niego zlokalizowany był cmentarz, na którym znajdowała się drewniana dzwonnica z trzema dzwonami. 
W latach 1680–1688 ówczesny proboszcz lichnowski Edmund Kühn wybudował we wsi nową murowaną świątynię z murowaną dzwonnicą wieżową. W 1577 roku kościół w Lichnowach przejęli protestanci. Katolicy odzyskali go na początku XVII wieku w wyniku starań abp. gnieźnieńskiego Stanisława Karnkowskiego. Procesowi rewindykacji świątyń towarzyszyła potrydencka odnowa, prowadzona w nadwątlonych najbardziej strukturach podstawowych Kościoła – parafiach. Około 1628 roku po ustaniu probostwa Olausa Starcka – z braku odpowiedniej liczby księży, którzy spełnialiby wymogi trydenckiej reformy i gwarantowali dobre administrowanie sprawami duchownymi i materialnymi – parafia lichnowska utraciła samodzielność. W 1653 roku znajdowała się w administracji proboszcza chojnickiego. Po 1658 roku parafii lichnowskiej przywrócono samodzielność.
Wieś po przyłączenia do Polski liczyła 84 włók ziemi, którą użytkowali kmiecie mający przydział po 3 włóki ziemi. W XVI i XVII wieku w miejscowości było 17-22 kmieci, którzy za użytkowanie ziemi płacili od włóki 3 floreny,10,5 korca żyta, 6 kur, opłaty pieprzowe oraz świadczyli pańszczyznę w folwarku w Obrowie. We wsi istniała też karczma. Podczas potopu szwedzkiego zmniejszyła się drastycznie liczba ludności. W XVIII wieku kmiecie z Lichnów przechodzą na czynsz. Według spisu pruskiego z 1772 roku w miejscowości mieszkało 227 osób i wszyscy byli katolikami .

## Zabytki
Według rejestru zabytków NID na listę zabytków wpisany jest zespół kościoła parafialnego, nr rej. A-1843 z 13.01.2009:
- kościół pw. św. Jadwigi Śląskiej, 1836-66
- cmentarz przy kościele, XVI–XIX w.
- ogrodzenie murowano-kamienne, 2 poł. XIX w.